# Cosmorhoe expers
Cosmorhoe expers là một loài bướm đêm trong họ Geometridae.